# Ronald Wayne
Ronald Gerald Wayne (Cleveland, Estados Unidos, 17 de mayo de 1934) es uno de los fundadores de la empresa de computadoras Apple Computer (además de Steve Jobs y Steve Wozniak). Fue él quien ilustró el primer logotipo de Apple (un dibujo de Isaac Newton debajo de un manzano). Además escribió los manuales de instrucciones del Apple I y el convenio de colaboración.

## Venta de su participación en la empresa
Ronald Wayne siguió trabajando en Atari, porque no se fio mucho de la nueva empresa, a la cual renunció doce días después de su fundación. Su duda probablemente se basaba en que él mismo, hacía 4 años, tuvo que cerrar su pequeña empresa de ingeniería "Siand" de Las Vegas. Cuando Jobs consiguió que Apple pudiera comprar los materiales necesarios a plazos y, por otra parte, entregar 50 computadoras a cuenta, Wayne temía que el comprador no pagaría a tiempo y los acreedores de Apple le exigirían a él la cuenta. Así que pronto perdió la fe en esta y vendió sus acciones por 800 dólares (también se ha hablado de sumas entre 250 y 900 dólares) tan sólo unas semanas después de que Apple empezara a fabricar sus primeros equipos informáticos.

## Lo que hubiese ganado enApple
Poco después el empresario Mike Markkula invirtió más de 250.000 dólares de capital de riesgo en Apple. El primer año de funcionamiento hubo un volumen de negocio de 174.000 dólares. En 1977, dichas ventas alcanzaron la cifra de 2.7 millones, en 1978 de 7.8 millones y de 117 millones en el año 1980. Dos años más tarde, en 1982, dichas cifras alcanzaron por primera vez un volumen de más de 1000 millones de dólares en ventas anuales. Las acciones de Wayne habrían estado valoradas en unos 6.000 o 7000 millones de dólares. Sin embargo, declaró que no lamentó la venta de su participación en la empresa por 800 dólares, ya que según sus palabras tomó "la mejor decisión que podría haber tomado en aquel momento".

## Primer logo deApple
Ronald Wayne dibujó el primer logotipo de Apple Computer. El dibujo, realizado con tinta india, mostraba una imagen de Isaac Newton leyendo un libro sentado debajo de un manzano. El nombre de la compañía, Apple Computer Co., aparecía en una especie de banda envolviendo el dibujo. En el marco que rodeaba la imagen se podía leer: Newton..."A mind forever voyaging through strange seas of thought... alone." (Newton...una mente siempre viajando a través de los extraños mares del pensamiento... solo). La cita es de William Wordsworth, uno de los poetas románticos ingleses más importantes.
El logo diseñado por Ronald duró solamente un año, ya que a Steve Jobs no le acababa de convencer. Según él, el logo era demasiado intelectual, demasiado complejo e imposible de reducir. Es por ello que en 1977 Jobs pidió a Rob Janoff el diseño de un nuevo logo.

## Actualmente
Poco se sabe a día de hoy de Ronald Wayne. En 1997, se encontraba trabajando como ingeniero para una empresa contratista del ministerio de defensa de los EE. UU. en Salinas, California. Unos años más tarde emigró a Nueva Zelanda.